# NK Maribor
NK Maribor este o echipă de fotbal din Maribor, Slovenia, care evoluează în PrvaLiga, eșalonul superior al fotbalului sloven. Culorile echipei sunt galben și violet.

## Palmares
Numărul de titluri: 29
Campionat
- PrvaLiga (Slovenia):

Campioni (16): 1997, 1998, 1999, 2000, 2001, 2002, 2003, 2009, 2011, 2012, 2013, 2014, 2015, 2017, 2019, 2022
Vice-campioni (8): 1992, 1993, 1995, 2010, 2016, 2018, 2020, 2021
Cupă
- Cupa Sloveniei:

Campioni (9): 1992, 1994, 1997, 1999, 2004, 2010, 2012, 2013, 2016
Finaliști (5): 2007, 2008, 2011, 2014, 2019
- Supercupa Sloveniei:

Campioni (4): 2009, 2012, 2013, 2014
Altele
- Eventul (Liga și cupa):

(4): 1997, 1999, 2012, 2013

## Cele mai multe apariții
| Loc | Nume             | Meciuri | în activitate? |
| --- | ---------------- | ------- | -------------- |
| 1   | Tomislav Prosen  | 363     | Nu             |
| 2   | Aleš Križan      | 325     | Nu             |
| 3   | Mladen Kranjc    | 304     | Nu             |
| 4   | Herbert Vabič    | 289     | Nu             |
| 5   | Gregor Židan     | 296     | Nu             |
| 6   | Ante Šimundža    | 291     | Nu             |
| 7   | Matjaž Kek       | 276     | Nu             |
| 8   | Milan Arnejčič   | 270     | Nu             |
| 9   | Emil Šterbal     | 263     | Nu             |
| 10  | Herbert Klančnik | 256     | Nu             |

## Cele mai multe goluri
| Rank | Name            | Goals | Still Active? |
| ---- | --------------- | ----- | ------------- |
| 1    | Branko Horjak   | 128   | Nu            |
| 2    | Kliton Bozgo    | 108   | Nu            |
| 3    | Mladen Kranjc   | 103   | Nu            |
| 4    | Ante Šimundža   | 102   | Nu            |
| 5    | Igor Poznič     | 92    | Nu            |
| 6    | Milan Žurman    | 89    | Nu            |
| 7    | Milan Arnejčič  | 84    | Nu            |
| 8    | Tomislav Prosen | 82    | Nu            |
| 9    | Bojan Krempl    | 73    | Nu            |
| 10   | Bogdan Pirc     | 66    | Nu            |

## Staff
- Președinte: Drago Cotar
- Manager: Zlatko Zahovič
- Director: Bojan Ban
- Secretar: Uroš Jurišič
- Antrenor principal: Darko Milanič
- Antrenor asistent: Ante Šimundža
- Antrenor cu portarii: Janko Veselič
- Fizioterapeut: Zlatko Milišić
- Medic: Matjaž Vogrin
- Directorul grupei de juniori: Polde Polegek